# Gunnar Olsson (canoë-kayak)
Pour les articles homonymes, voir Gunnar Olsson.
Gunnar Alfred Olsson, née le 26 avril 1960 à Timrå, est un kayakiste suédois.
Il est le frère de la kayakiste Anna Olsson.

## Palmarès

### Jeux olympiques
- Jeux olympiques d'été de 1992 à Barcelone
  -  Médaille d'argent en K2 1 000 mètres

### Championnats du monde
- Championnats du monde 1990 à Poznań
  -  Médaille  de bronze en K4 10 000 mètres